# Donja Badanja
Donja Badanja (en serbe cyrillique : Доња Бадања) est un village de Serbie situé sur le territoire de la ville de Loznica, district de Mačva. Au recensement de 2011, il comptait 381 habitants.
À proximité de Donja Badanja se trouve la station thermale de Donjobadanjska Banja.

## Démographie
| 1948  | 1953  | 1961  | 1971 | 1981 | 1991 | 2002 | 2011 |
| ----- | ----- | ----- | ---- | ---- | ---- | ---- | ---- |
| 1 187 | 1 152 | 1 061 | 879  | 756  | 670  | 510  | 381  |

|  |

## Personnalité
Le médiéviste et académicien Momčilo Spremić est né dans le village en 1937.